# Proseč (Pardubice)
Proseč é uma cidade checa localizada na região de Pardubice, distrito de Chrudim.